# Hakusan
Hakusan è una città giapponese della prefettura di Ishikawa.
Nel 1997 vi sono stati rinvenuti resti fossili di kaganaias.